# Ataeniopsis saxatilis
Ataeniopsis saxatilis är en skalbaggsart som beskrevs av Cartwright 1944. Ataeniopsis saxatilis ingår i släktet Ataeniopsis och familjen Aphodiidae. Inga underarter finns listade.